# Eopsetta
Sous-famille
Genre
Eopsetta est un genre de poissons de la famille des Pleuronectidae.
Comme tous les poissons de la famille des Pleuronectidae, les poissons du genre Eopsetta possèdent un corps aplati asymétrique et leurs yeux sont sur un même côté du corps.

## Liste des espèces
Selon FishBase (13 fev. 2016) et World Register of Marine Species (13 fev. 2016) :
- Eopsetta grigorjewi (Herzenstein, 1890)
- Eopsetta jordani (Lockington, 1879) - carlottin pétrale ou plie de Californie